# Motley County
Motley County är ett administrativt område i delstaten Texas, USA. År 2010 hade county 1 210 invånare. Den administrativa huvudorten (county seat) är Matador. 

## Geografi
Enligt United States Census Bureau har countyt en total area på 2 564 km². 2 561 km² av den arean är land och 3 km² är vatten. 

### Angränsande countyn
- Hall County - norr
- Cottle County - öster
- Dickens County - söder
- Floyd County - väster
- Briscoe County - nordväst